# انسداد الوريد الشبكي المركزي
انسداد الوريد الشبكي المركزي (بالإنجليزية: Central retinal vein occlusion)
هوانسداد في الوريد الشبكي المركزي أو أحد فروعه ينسد غالبا بخثرة ويشكو المريض من نقص شديد فجائي بالرؤية لكن لا تنعدم الرؤية تماما

## الفحص
يشاهد بفحص قعر العين:
- نزوف واسعة ومنتشرة
- احتقان وتوذم حليمة العصب البصري
- توسع وتعرج الأوردة والشرايين[1]

## سير المرض
قد تظهر بعد فترة أوعية حديثة التشكل حول الحليمة ويظهر دوران جانبي بين الأوعية الشبكية وتظهر أوعية جديدة في القزحية وفي زاوية البيت الأمامي مما يؤدي لحدوث الزرق في بعض الحالات

## المعالجة
تعطى الأدوية المضادة للتخثر وتعطى راشفات النزف والأدوية المنشطة للدوران الوريدي ويمكن اعطاء الستيروئيدات وريديا للتخفيف من وذمة البقعة الصفراء